# Pseudopsyllo
Pseudopsyllo là một chi nhện trong họ Araneidae.